# Viktorie Luisa Pruská
Viktorie Luisa (13. září 1892 Postupim, Německo – 11. prosince 1980 Hannover, Německo) byla rodem pruská princezna a provdaná poslední brunšvická vévodkyně (a také britská a hannoverská princezna). Byla jedinou dcerou posledního německého císaře Viléma II. Viktorie Luisa je předkem současné řecké královské rodiny, jako matka řecké královny Frederiky, která byla matkou posledního krále Konstantina II. nebo španělské královny Sofie.
Svatba Viktorie Luisy s hannoverským princem Arnoštem Augustem v roce 1913 byla největším setkáním vládnoucích panovníků v Německu od sjednocení Německa v roce 1871 a jednou z posledních velkých společenských událostí evropských královských rodin před začátkem první světové války, která začala o čtrnáct měsíců později. Krátce po svatbě se stala sňatkem brunšvickou vévodkyní.

## Raný život a vzdělání
Princezna Viktorie Luisa se narodila 13. září 1892 jako sedmé dítě a jediná dcera německého císaře Viléma II. a císařovny Augusty Viktorie. "Po šesti synech nám Bůh nadělil sedmé dítě, malou, ale velmi silnou dcerku," zapsala si císařovna do svého deníku krátce po porodu. 22. října byla princezna pokřtěna a dostala jméno po své prababičce z otcovy strany, královně Viktorii, a praprababičce z otcovy strany, Luise Meklenbursko-Střelické. Oficiálně byla známa jako Viktorie Luisa, rodina jí přezdívala "Sissy."

## Svatba

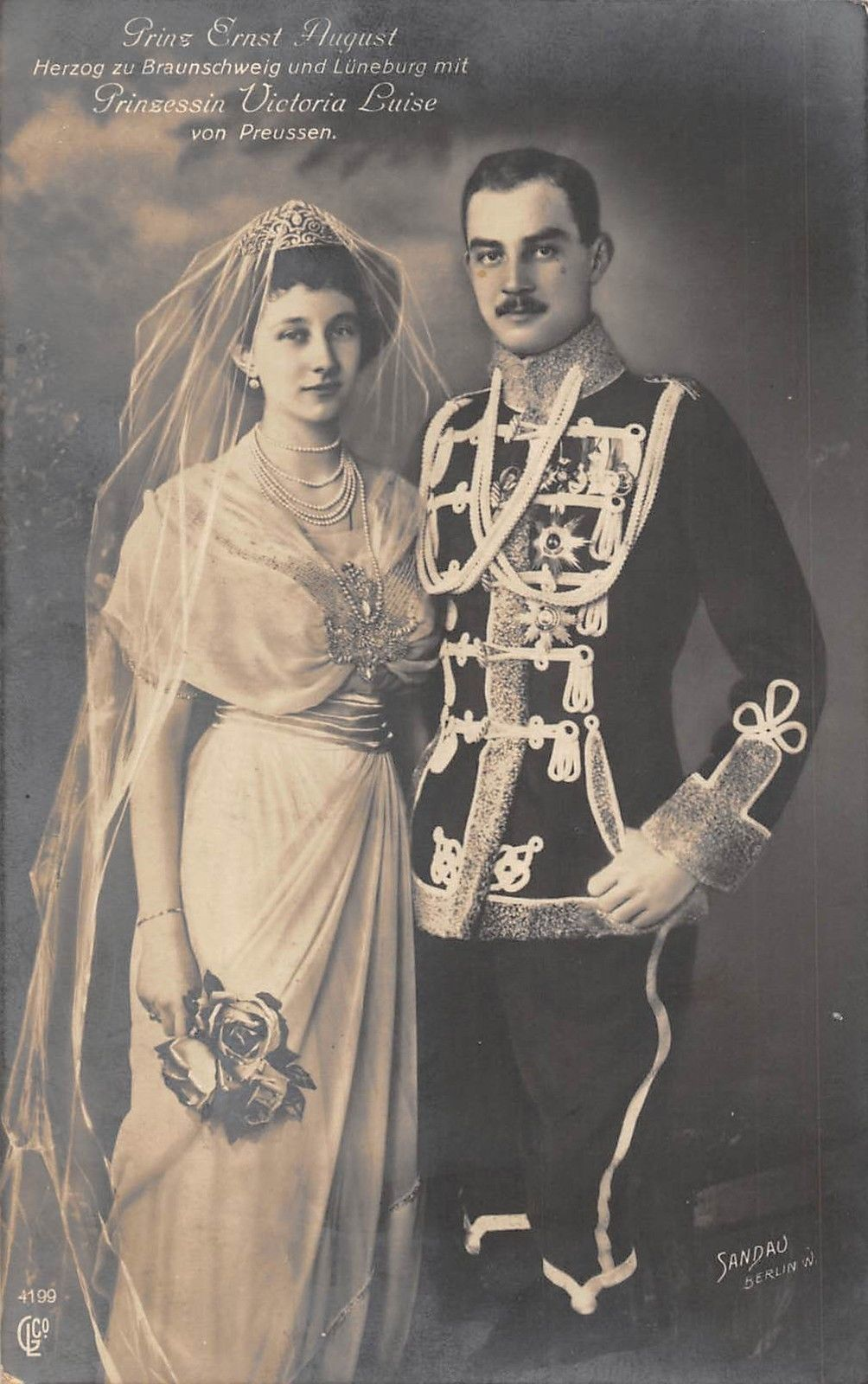
Princezna Viktorie Luisa a princ Arnošt August, 1913

V roce 1912 přijel Arnošt August, bohatý dědic titulu vévody z Cumberlandu a Teviotdale, na berlínský dvůr, aby poděkoval císaři Vilémovi za to, že se korunní princ Vilém a princ Eitel Friedrich zúčastnili pohřbu jeho bratra, prince Jiřího Viléma. V té době žil hannoverský rod v exilu v rakouském Gmundenu. Během pobytu v Berlíně se Arnošt August seznámil s Viktorií Luisou a oba se do sebe zamilovali. Jakékoli rozhovory o sňatku se však z politických důvodů protáhly o několik měsíců; Ernest August byl také dědicem Hannoverského království, které Pruské království anektovalo po prusko-rakouské válce v roce 1866. Pruský korunní princ byl s tímto sňatkem nespokojen a přál si, aby se Ernest August vzdal svých práv na Hannoversko; v rámci kompromisu bylo rozhodnuto, že výměnou získá menší Brunšvické vévodství, jehož byl jeho otec zákonným dědicem. Rodině bylo znemožněno dědit Brunšvik kvůli jejím nárokům vůči hannoverskému království. 
Arnošt a Viktorie se zasnoubili 11. února 1913 v Karlsruhe. Jejich extravagantní svatba se konala 24. května 1913 v Berlíně. V tisku byla tato svatba oslavována jako konec rozkolu mezi hannoverským a hohenzollernským rodem, který existoval od anexe v roce 1866. Deník The Times popsal tento svazek jako něco podobného jako Romeo a Julie, i když se šťastnějším koncem. Navzdory tomu, že tisk svazek fixoval jako milostný, zůstává nejasné, zda se jednalo o milostný nebo politický sňatek. 
Jako diplomatické gesto pozval císař Vilém téměř celou svou rozvětvenou rodinu. Svatba se stala největším setkáním vládnoucích panovníků v Německu od sjednocení Německa v roce 1871 a jednou z posledních velkých společenských událostí evropské královské rodiny před začátkem první světové války o čtrnáct měsíců později. Mezi účastníky byli i Vilémovi bratranci Jiří V. a car Mikuláš II. Svatební hostina zahrnovala 1 200 hostů. Císařovna Augusta Viktorie nesla odloučení od své jediné dcery těžce a během obřadu plakala.

## Manželství
Arnošt a Viktorie spolu měli čtyři syny a jedinou dceru:
- Arnošt August (18. března 1914 – 9. prosince 1987), v letech 1953–1987 hlava Hannoverské dynastie
⚭ 1951 Ortrud Šlesvicko-Holštýnsko-Sonderbursko-Glücksburská (19. prosince 1925 – 6. února 1980)
⚭ 1981 Monika zu Solms-Laubach (8. srpna 1929 – 4. června 2015)
- Jiří Vilém (25. března 1915 – 8. ledna 2006) ⚭ 1946 Sofie Řecká a Dánská (26. června 1914 – 3. listopadu 2001)
- Frederika (18. dubna 1917 – 6. ledna 1981) ⚭ 1938 řecký korunní princ Pavel (14. prosince 1901 – 6. března 1964), budoucí řecký král Pavel I. Řecký
- Kristián Oskar (1. září 1919 – 10. prosince 1981) ⚭ 1963 Mireille Dutry (* 1946)
- Welf Jindřich (11. března 1923 – 12. července 1997) ⚭ 1960 Alexandra Ysenburská a Büdingenská (23. října 1927 – 1. června 2015)

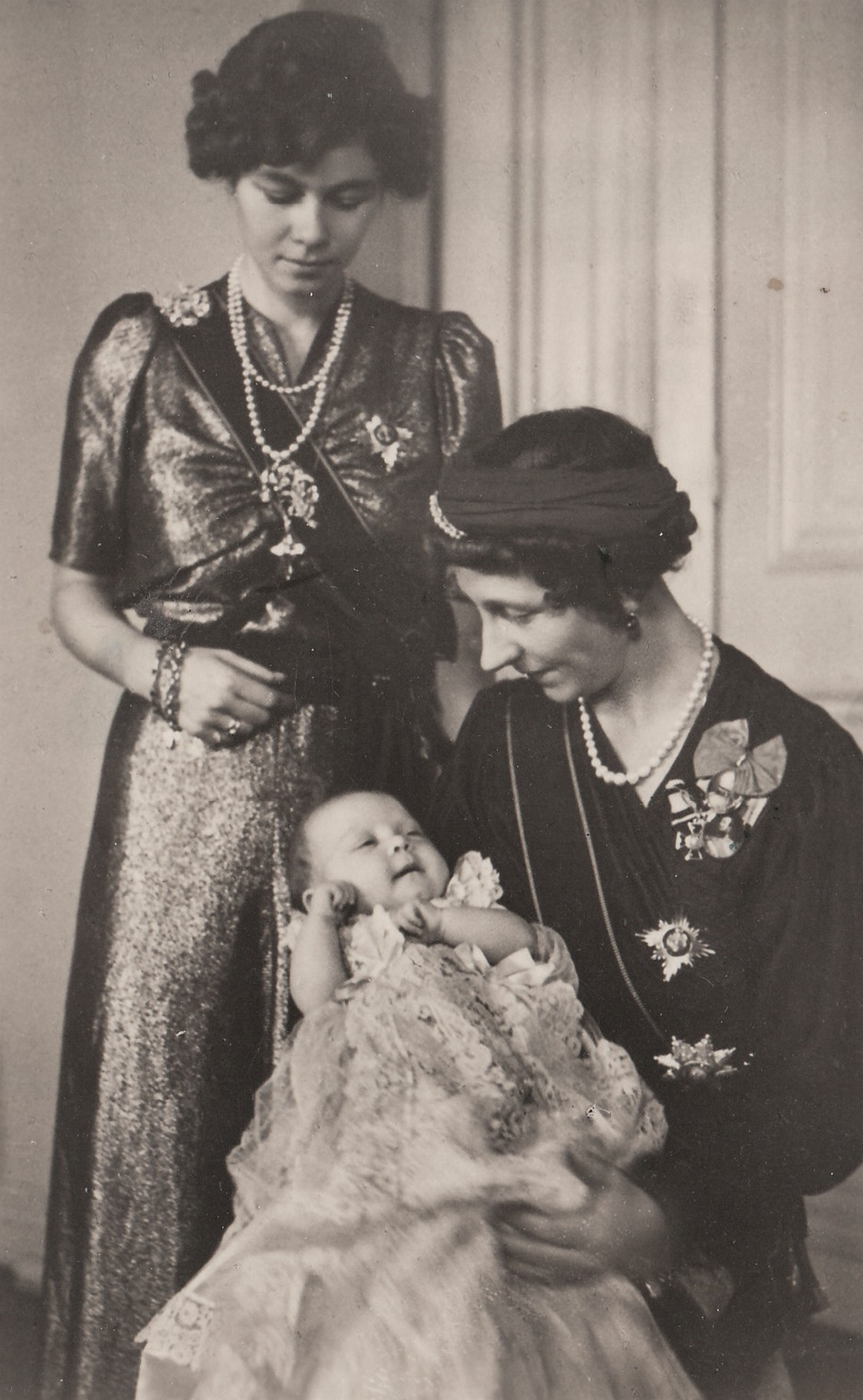
Viktorie Louisa, vévodkyně brunšvická, se svou dcerou Frederikou (pozdější řeckou královnou) a vnučkou Sofií (budoucí španělskou královnou), 1939

Dne 8. listopadu 1918 byl její manžel spolu s ostatními německými králi, velkovévody, vévody a knížaty nucen abdikovat na trůn a Brunšvické vévodství bylo následně zrušeno. Následujícího roku byl na základě Zákona o zbavení titulů z roku 1917 zbaven britských šlechtických titulů v důsledku služby v německé armádě během války. Když tedy jeho otec v roce 1923 zemřel, Arnošt August se nestal dědicem otcova britského titulu vévody z Cumberlandu. 

## Meziválečné období
Dalších třicet let zůstal Arnošt August hlavou hannoverského rodu a žil s rodinou na odpočinku na různých panstvích, především na zámku Blankenburg v Německu a na zámku Cumberland v rakouském Gmundenu. Vlastnil také zámek Marienburg nedaleko Hannoveru; tam však manželé až do roku 1945 pobývali jen zřídka.
Několik bratrů Viktorie Luisy bylo prvními členy nacistické strany, včetně bývalého korunního prince Viléma a prince Augusta Viléma. Arnošt August sice nikdy oficiálně do strany nevstoupil, ale věnoval finanční prostředky a měl blízko k několika vůdcům.
Jako bývalý britský princ si Arnošt August stejně jako Viktorie Luisa přáli sblížení mezi Spojeným královstvím a Německem. Adolf Hitler, který si zdánlivě přál usilovat o spojenectví se Spojeným královstvím, v polovině 30. let 20. století využil jejich sentimentu a požádal manželský pár o zprostředkování sňatku jejich dcery princezny Frederiky s princem z Walesu. Vévoda a vévodkyně brunšvická to odmítli, protože se domnívali, že věkový rozdíl je příliš velký; princezna Frederika byla o 22 let mladší. Místo toho se v roce 1938 princezna Frederika provdala za svého bratrance z druhého kolena, budoucího řeckého krále Pavla.

## Druhá světová válka
V květnu 1941 onemocněl její otec na neprůchodnost střev a Victoria Luisa ho odjela navštívit do Doornu, stejně jako několik jejích bratrů. Vilém se uzdravil natolik, že se cítili schopni odjet, ale brzy se mu stav vrátil. Viktorie Luisa se vrátila včas, aby byla u otcova lůžka spolu se synovcem Ludvíkem Ferdinandem a nevlastní matkou Hermínou, když 4. června 1941 zemřel na plicní embolii. 
V době, kdy válka v Evropě v dubnu 1945 skončila, žila Viktorie Luisa se svým manželem na zámku Blankenburg. Několik dní předtím, než byl Blankenburg koncem roku 1945 předán britskými a americkými vojsky Rudé armádě a stal se součástí východního Německa, se rodina mohla na příkaz Jiřího VI. přestěhovat na zámek Marienburg, který se v té době nacházel v britské okupační zóně, i s veškerým nábytkem, který byl převezen nákladními auty britské armády.

## Pozdější léta života a smrt
Po válce trávila Viktorie Luisa většinu času účastí na veřejných akcích v Dolním Sasku, podporou projektů obnovy paláců, společenskými večírky, lovem a předváděním koní. 30. ledna 1953 zemřel v Marienburgu její manžel. Když její nejstarší syn v roce 1954 udělal z Marienburgu muzeum a sám se přestěhoval na nedaleké panství Calenberg, dostala se s ním do sporu, přestože jí nabídl několik dalších panství, kam by se mohla přestěhovat. Rovněž mezi nimi panovala rivalita ohledně její popularity a vystupování na veřejnosti. Místo toho se přestěhovala zpět do Brunšviku.
V roce 1965 vydala autobiografii Život císařovy dcery a poté několik dalších knih, včetně životopisů své matky a švagrové Cecilie, poslední německé korunní princezny.
Zemřela 11. prosince 1980 v Hannoveru ve věku 88 let.

## Tituly
- 1892 – 24. květen 1913: Její královská výsost Princezna pruská
- 24. květen 1913 – 1. listopad 1913: Její královská výsost Princezna hannoverská
- 1. listopad 1913 – 1917: Její královská výsost Vévodkyně brunšvická, princezna hannoverská a britská
- 1917–1980: Její královská výsost Vévodkyně brunšvická, princezna hannoverská

## Rodokmen
|                       |                                                                      |  |                                      |                                           |  |  |  |  |  |  |  | Fridrich Vilém III. |
|                       |                                                                      |  |                                      |                                           |  |  |  |  |  |  |  |                     |
|                       | Vilém I. Pruský                                                      |  |                                      |                                           |  |  |  |  |  |  |  |                     |
|                       |                                                                      |  |                                      |                                           |  |  |  |  |  |  |  |                     |
|                       |                                                                      |  |                                      | Luisa Meklenbursko-Střelická              |  |  |  |  |  |  |  |                     |
|                       |                                                                      |  |                                      |                                           |  |  |  |  |  |  |  |                     |
|                       | Fridrich III. Pruský                                                 |  |                                      |                                           |  |  |  |  |  |  |  |                     |
|                       |                                                                      |  |                                      |                                           |  |  |  |  |  |  |  |                     |
|                       |                                                                      |  |                                      | Karel Fridrich Sasko-Výmarsko-Eisenašský  |  |  |  |  |  |  |  |                     |
|                       |                                                                      |  |                                      |                                           |  |  |  |  |  |  |  |                     |
|                       | Augusta Sasko-Výmarská                                               |  |                                      |                                           |  |  |  |  |  |  |  |                     |
|                       |                                                                      |  |                                      |                                           |  |  |  |  |  |  |  |                     |
|                       |                                                                      |  |                                      | Marie Pavlovna Romanovová                 |  |  |  |  |  |  |  |                     |
|                       |                                                                      |  |                                      |                                           |  |  |  |  |  |  |  |                     |
|                       | Vilém II. Pruský                                                     |  |                                      |                                           |  |  |  |  |  |  |  |                     |
|                       |                                                                      |  |                                      |                                           |  |  |  |  |  |  |  |                     |
|                       |                                                                      |  |                                      | Arnošt I. Sasko-Kobursko-Gothajský        |  |  |  |  |  |  |  |                     |
|                       |                                                                      |  |                                      |                                           |  |  |  |  |  |  |  |                     |
|                       | Albert Sasko-Kobursko-Gothajský                                      |  |                                      |                                           |  |  |  |  |  |  |  |                     |
|                       |                                                                      |  |                                      |                                           |  |  |  |  |  |  |  |                     |
|                       |                                                                      |  |                                      | Luisa Sasko-Gothajsko-Altenburská         |  |  |  |  |  |  |  |                     |
|                       |                                                                      |  |                                      |                                           |  |  |  |  |  |  |  |                     |
|                       | Viktorie Sasko-Koburská                                              |  |                                      |                                           |  |  |  |  |  |  |  |                     |
|                       |                                                                      |  |                                      |                                           |  |  |  |  |  |  |  |                     |
|                       |                                                                      |  |                                      | Eduard August Hannoverský                 |  |  |  |  |  |  |  |                     |
|                       |                                                                      |  |                                      |                                           |  |  |  |  |  |  |  |                     |
|                       | královna Viktorie                                                    |  |                                      |                                           |  |  |  |  |  |  |  |                     |
|                       |                                                                      |  |                                      |                                           |  |  |  |  |  |  |  |                     |
|                       |                                                                      |  |                                      | Viktorie Sasko-Kobursko-Saalfeldská       |  |  |  |  |  |  |  |                     |
|                       |                                                                      |  |                                      |                                           |  |  |  |  |  |  |  |                     |
| Viktorie Luisa Pruská |                                                                      |  |                                      |                                           |  |  |  |  |  |  |  |                     |
|                       |                                                                      |  |                                      |                                           |  |  |  |  |  |  |  |                     |
|                       |                                                                      |  | Frederik Kristián II. Augustenburský |                                           |  |  |  |  |  |  |  |                     |
|                       |                                                                      |  |                                      |                                           |  |  |  |  |  |  |  |                     |
|                       | Kristián August II. Šlesvicko-Holštýnsko-Sonderbursko-Augustenburský |  |                                      |                                           |  |  |  |  |  |  |  |                     |
|                       |                                                                      |  |                                      |                                           |  |  |  |  |  |  |  |                     |
|                       |                                                                      |  |                                      | Luisa Augusta Dánská                      |  |  |  |  |  |  |  |                     |
|                       |                                                                      |  |                                      |                                           |  |  |  |  |  |  |  |                     |
|                       | Fridrich VIII. Šlesvicko-Holštýnský                                  |  |                                      |                                           |  |  |  |  |  |  |  |                     |
|                       |                                                                      |  |                                      |                                           |  |  |  |  |  |  |  |                     |
|                       |                                                                      |  |                                      | Kristián Konrád, hrabě Danneskiold-Samsøe |  |  |  |  |  |  |  |                     |
|                       |                                                                      |  |                                      |                                           |  |  |  |  |  |  |  |                     |
|                       | Luisa Žofie z Danneskiold-Samsøe                                     |  |                                      |                                           |  |  |  |  |  |  |  |                     |
|                       |                                                                      |  |                                      |                                           |  |  |  |  |  |  |  |                     |
|                       |                                                                      |  |                                      | Johanne Henriette Valentine Kaas          |  |  |  |  |  |  |  |                     |
|                       |                                                                      |  |                                      |                                           |  |  |  |  |  |  |  |                     |
|                       | Augusta Viktorie Šlesvicko-Holštýnská                                |  |                                      |                                           |  |  |  |  |  |  |  |                     |
|                       |                                                                      |  |                                      |                                           |  |  |  |  |  |  |  |                     |
|                       |                                                                      |  |                                      | Karel Ludvík z Hohenlohe-Langenburgu      |  |  |  |  |  |  |  |                     |
|                       |                                                                      |  |                                      |                                           |  |  |  |  |  |  |  |                     |
|                       | Arnošt I. z Hohenlohe-Langenburgu                                    |  |                                      |                                           |  |  |  |  |  |  |  |                     |
|                       |                                                                      |  |                                      |                                           |  |  |  |  |  |  |  |                     |
|                       |                                                                      |  |                                      | Amálie Henrietta ze Solms-Baruth          |  |  |  |  |  |  |  |                     |
|                       |                                                                      |  |                                      |                                           |  |  |  |  |  |  |  |                     |
|                       | Adléta z Hohenlohe-Langenburgu                                       |  |                                      |                                           |  |  |  |  |  |  |  |                     |
|                       |                                                                      |  |                                      |                                           |  |  |  |  |  |  |  |                     |
|                       |                                                                      |  |                                      | Emich Karel Leiningenský                  |  |  |  |  |  |  |  |                     |
|                       |                                                                      |  |                                      |                                           |  |  |  |  |  |  |  |                     |
|                       | Feodora Leiningenská                                                 |  |                                      |                                           |  |  |  |  |  |  |  |                     |
|                       |                                                                      |  |                                      |                                           |  |  |  |  |  |  |  |                     |
|                       |                                                                      |  |                                      | Viktorie Sasko-Kobursko-Saalfeldská       |  |  |  |  |  |  |  |                     |
|                       |                                                                      |  |                                      |                                           |  |  |  |  |  |  |  |                     |